# 宮崎市立田野中学校
宮崎市立田野中学校（みやざきしりつ たのちゅうがっこう）は、宮崎県宮崎市田野町にある公立中学校。

## 沿革
- 1947年5月8日 - 田野村立田野中学校として開校。
- 1950年5月3日 - 町制施行に伴い田野町立田野中学校に改称。
- 1953年3月 - 校歌制定。
- 1962年3月12日 - 体育館竣工。
- 1970年3月25日 - 鉄筋校舎竣工。
- 1973年9月1日 - プール竣工。
- 1991年3月30日 - 新体育館竣工。
- 2006年1月1日 - 宮崎市への編入に伴い宮崎市立田野中学校に改称。

## 概要
- 生徒数322名
- 学級数10個（通常学級8、特別支援学級2）
- 職員数23名

（2009年4月1日現在）

## 学区
- 旧田野町の全域
  - 田野小学校区
  - 七野小学校区

## 交通
- JR九州日豊本線田野駅より徒歩5分。

## 生徒会活動・部活動など
- 野球部：全国大会出場

## 著名な関係者
- 木村拓也 - 元プロ野球選手（広島東洋カープなど）、故人
- 伊賀透浩 - 宮崎放送アナウンス部長
- 濱田登 - 高校野球指導者